# جان وارناک
جان ادوارد وارناک (به انگلیسی: John Edward Warnock) (۶ اکتبر ۱۹۴۰ – ۱۹ اوت ۲۰۲۳) مهندس کامپیوتر آمریکایی بود که بیشتر برای تأسیس شرکت ادوبی به همراه چارلز گسچه که هر دو از کارمندان زیراکس پارک بودند، شناخته شده‌است.